# Clouwet
Clouwet var en nederländsk konstnärssläkt.
Bland släktens många medlemmar märks Gabriel Clouwet och Michel Clouwet, som var målare i början av 1500-talet. Peeter Clouwet (1629–1670) var verksam som kopparstickare i Antwerpen och utförde dels porträtt och dels stick efter Rubens, Anthonis van Dycks och andras målningar. Albertus Clouwet (1636–1679) var kopparstickare och mestadels verksam i Italien. Han har bland annat stuckit porträtten till Giovanni Pietro Belloris Vite de' pittori, scultori ed architetti moderni.